# Масакр у Заклопачи
Масакр у Заклопачи се догодио три године прије масакра у Сребреници, у вријеме када су српске снаге спроводиле кампању етничког чишћења бошњачких цивила у региону Сребренице. Према подацима Хелсинки Воча, убијено је најмање 83 Бошњака, укључујући 11 деце и 16 старијих особа. Према подацима Института за истраживање геноцида у Канади:
Дана 16. маја 1992. године, српске снаге су се приближиле селу и захтјевале од бошњачких становника да предају своје оружје. Осим неколико ловачких пушака, бошњачки становници нису имали никакво борбено оружје за одбрану. Када су Срби сазнали да су становници практично ненаоружани, блокирали су све излазе из села и масакрирали најмање 63 бошњачких мушкараца, жена и деце.

## Судски поступци
Према првостепеној пресуди Момчилу Крајишнику:
Дана 16. маја 1992. године, српске снаге су убиле око 80 људи у Заклопачи. Велики број муслимана је пребачен и заточен у логор Сушица, кроз који је прошло око 2.000 до 2.500 муслимана оба пола и свих узраста у периоду од јуна до септембра 1992. године. Заточеници у Сушици су обављали присилни рад, понекад на првим линијама фронта. Неке заточенике су убили стражари логора или су умрли од злостављања. Масакр је почињен у ноћи 30. септембра 1992. године, када је преосталих 140 до 150 заточеника у логору Сушица протјерано из логора аутобусима и погубљено.
Масакр у Заклопачи је такође један од догађаја о којима се говори у оптужници против Радована Караџића:
Веће је такође увјерено да је предложени доказ Мерсудине Саим-Хоџић релевантан за оптужбе за геноцид (тачка 1), прогоне (тачка 3), истребљење (тачка 4), убиство (тачке 5 и 6), депортацију (тачка 7) и нехумана дјела (присилно премјештање) (тачка 8), јер се посебно односи на напад на Заклопачу, наметање и одржавање рестриктивних и дискриминаторних мјера против босанско-муслиманског становништва у општини Власеница, протјеривање босанских муслимана из општине Власеница и убијање босанских муслимана у Заклопачи.
Масакр бошњачких цивила у Заклопачи је такође био разматран у случају Насера Орића.